# Anstalten Tygelsjö
Anstalten Tygelsjö är ett fängelse som ligger i Pile-Tygelsjö cirka 15 km söder om Malmö. Det är en öppen anstalt för 101 interner. 24 av platserna tillkom 2021 när en modulbyggnad öppnades. Anstalten öppnades 1947 och kallades då fångkoloni.
De intagna kan bland annat arbeta i handelsträdgården, träindustrin eller med montering, förpackning samt även förtroendearbete såsom köksarbete och städuppdrag finns tillgängliga. De intagna kan också gå olika behandlingsprogram, kurser eller studera på lärcentrum.